# Jörg Draeger
Jörg Draeger (* 28. September 1945 in Berlin) ist ein deutscher Fernsehmoderator.

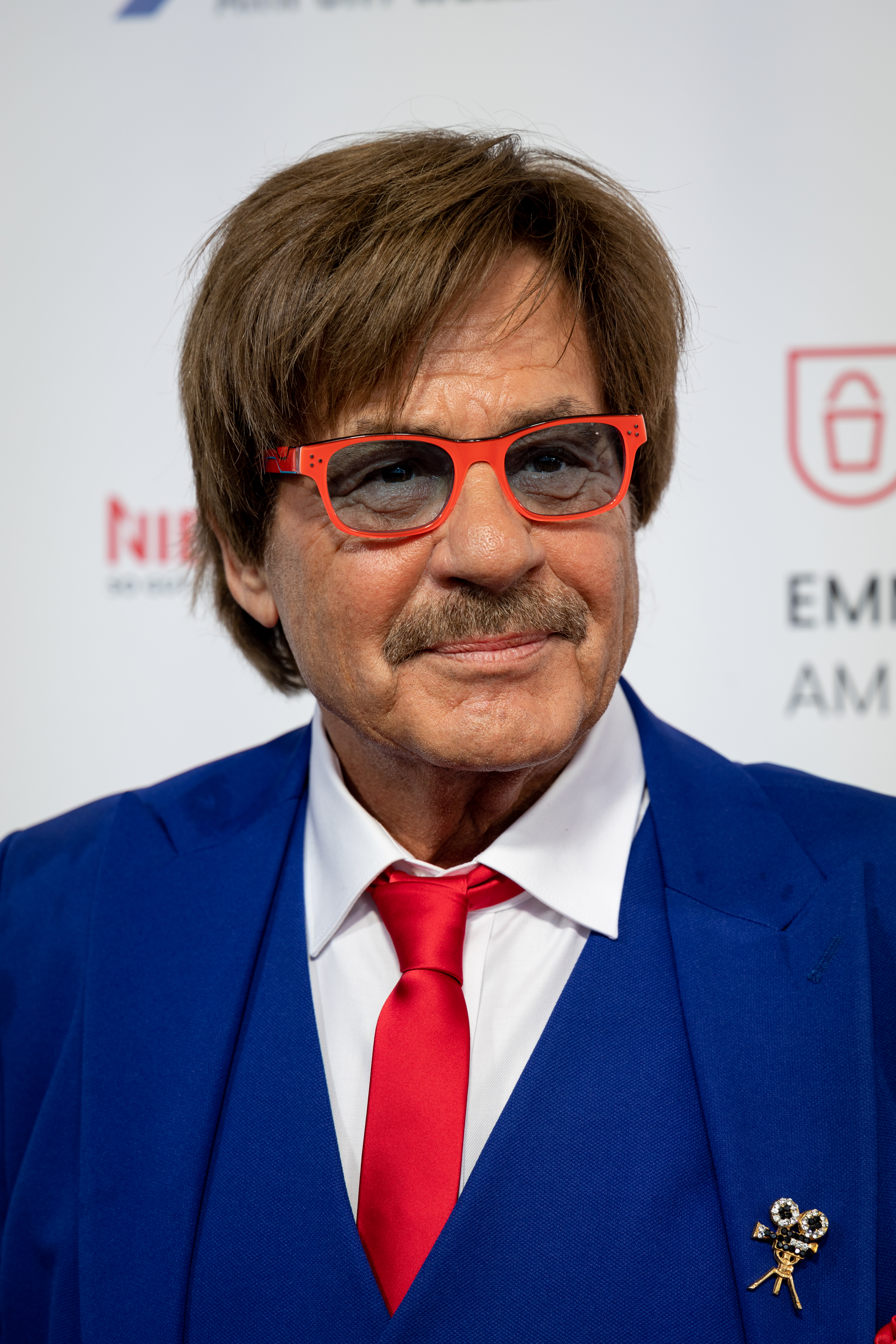
Jörg Draeger (2023)

Bekannt wurde er durch die Spielshow Geh aufs Ganze!, die er für die Sender Sat.1 und Kabel eins insgesamt fast zehn Jahre lang moderierte und seit 2021 wieder als zweiter Moderator moderiert.

## Leben
Draeger wuchs ab seinem vierten Lebensjahr in Spanien auf und legte 1964 sein Abitur im spanischen Bilbao ab. Danach studierte er Germanistik, Politikwissenschaft und Theaterwissenschaft an der Freien Universität Berlin. Er verpflichtete sich von 1969 bis 1981 als Soldat auf Zeit bei der Bundeswehr bis zum Dienstgrad eines Hauptmannes. Zuletzt war er Major der Reserve.
Draeger lebt mit seiner vierten Ehefrau Petra in Berlin und hat zwei Kinder.
Jörg Draeger ist Botschafter der Deutschen Kinderhospiz- und Familienstiftung und setzt sich für das Kinderhospiz Mitteldeutschland ein.

## Karriere
Während seiner Zeit bei der Bundeswehr baute Jörg Draeger unter anderem Radio Andernach auf.
Er war von 1982 bis 1985 Nachrichtensprecher beim NDR, von 1986 bis 1987 moderierte er bei Radio Hamburg. Ab 1987 war er beim Privatsender Sat.1 tätig. Dort war er von 1987 bis 1989 Chefredakteur des Hamburg-Fensters Wir im Norden (später Wir in Hamburg), von 1989 bis 1990 arbeitete er in der Sat.1-Hauptnachrichtenredaktion.
Erste Erfahrungen mit Unterhaltungsshows sammelte er mit den Moderationen der IQ-Show Krypton Faktor (1991) sowie der Partnershow Glücklich geschieden (1992).
Sein größter Erfolg war die Spielshow Geh aufs Ganze!, die er von Januar 1992 bis September 1996 auf Sat.1 moderierte. Nach seinem Wechsel zu RTL, wo er 1997 das Magazin Mysteries präsentierte, übernahm er von Februar 1999 bis September 2001 sowie 2002 und 2003 jeweils einen Monat erneut die Moderation der Neuauflage von Geh aufs Ganze! bei Kabel eins, sodass die Spielshow mit ihm als Moderator zwischen 1992 und 2003 insgesamt in einem Zeitraum von über siebeneinhalb Jahren ausgestrahlt wurde.
Draeger hatte seine Karriere als Entertainer eigentlich abgeschlossen, fing jedoch wieder bei 9Live an. Dort moderierte er unter anderem die Shows Die 100.000-Euro-Frage und Alle gegen Draeger, die eine Abwandlung von Geh aufs Ganze war. Außerdem war er 2003 beim 9Live-Geburtstagsmarathon dabei. Damals wurde zum zweiten Geburtstag des Call-in-Senders zwei Tage live ohne Pause gesendet, mit dem es der Sender ins Guinness-Buch der Rekorde als „Längstes Fernseh-Quiz“ schaffte. Der Rekord gilt bis heute. 2007 moderierte er vom 16. bis 20. April die Show Geld oder Draeger auf 9live.
Im Mai 2011 moderierte er die RTL-2-Spielshow Ich weiß, was du letzten Freitag getan hast.
Mit einer Neuauflage von Alle gegen Draeger ging er am 26. Januar 2014 auf dem digitalen Fernsehsender Family TV auf Sendung. Davon wurden 10 Folgen produziert, die bis Juni 2014 zweiwöchentlich gezeigt wurden.
Im September 2016 strahlte der Sender Tele 5 die 12 Folgen umfassende Doku-Soap Old Guys on Tour (OGOT) aus. Draeger, Frederic Meisner, Björn-Hergen Schimpf und Harry Wijnvoord gingen gemeinsam mehrere Wochen den Jakobsweg. Entertainer Karl Dall begleitete die Vier als Reiseführer und Kommentator.
Zusammen mit Alexander Wipprecht hat er im Dezember 2016 den Reboot und die Pilotfolge der Fernsehsendung Tutti Frutti auf RTL Nitro moderiert.
Draeger trat 2017 bei der RTL-Fernsehsendung Let’s Dance an und belegte den letzten Platz.
Im August 2021 war er Teilnehmer der neunten Staffel von  Promi Big Brother auf Sat.1 und belegte den zehnten Platz.
Seit dem 26. November 2021 gibt es eine Neuauflage von Geh aufs Ganze auf Sat.1, die Jörg Draeger zusammen mit Daniel Boschmann moderiert. Dabei wurde das bisherige Konzept aus den Neunzigerjahren mit modernen Spielformen ergänzt. 2021 wurden insgesamt drei Abendshows ausgestrahlt. Ende 2022 wurden drei Ausgaben von Geh aufs Ganze ausgestrahlt, 2023 jedoch nicht wie geplant fortgesetzt.